# Nigardsbreen

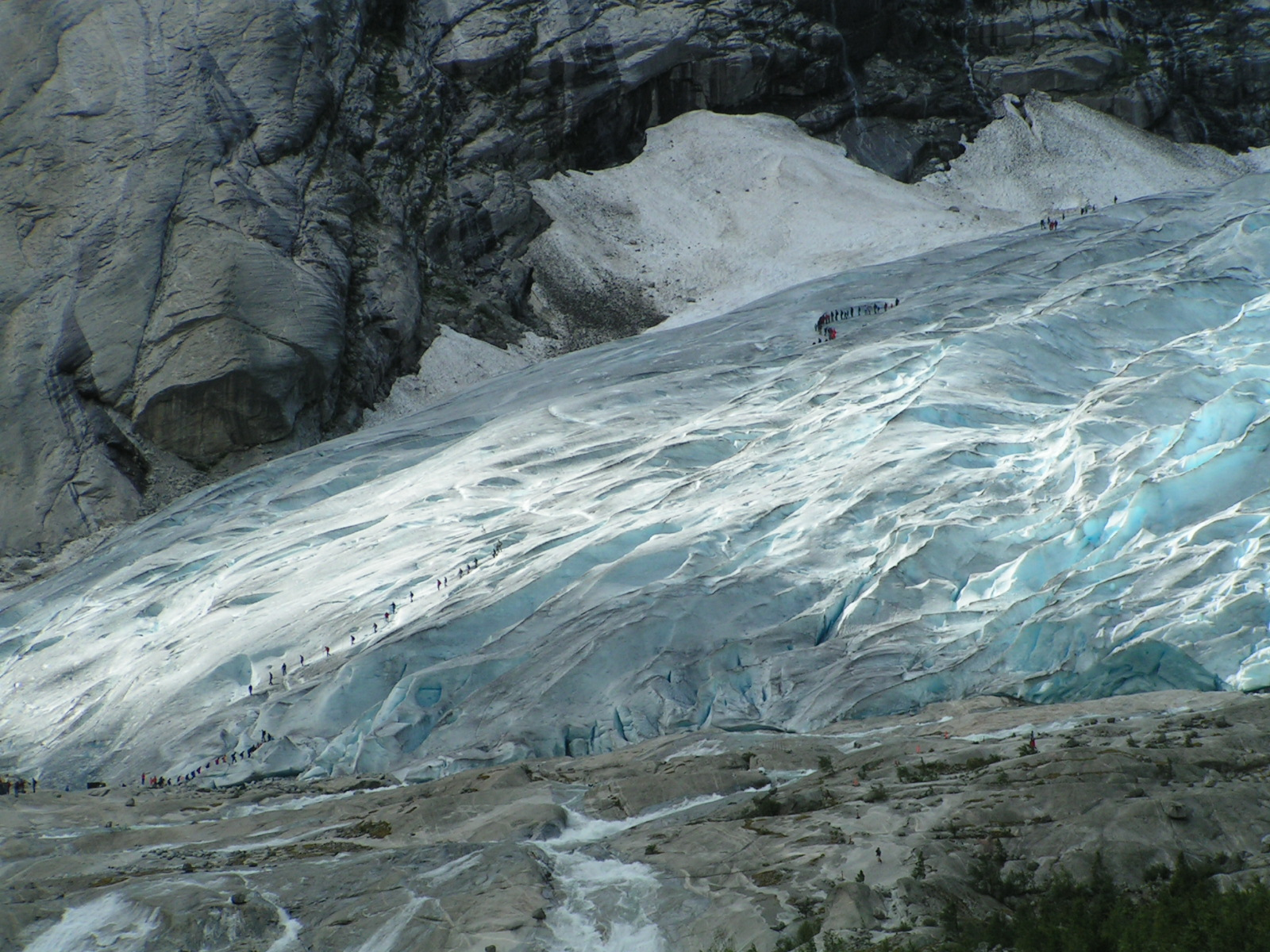
Nigardsbreen

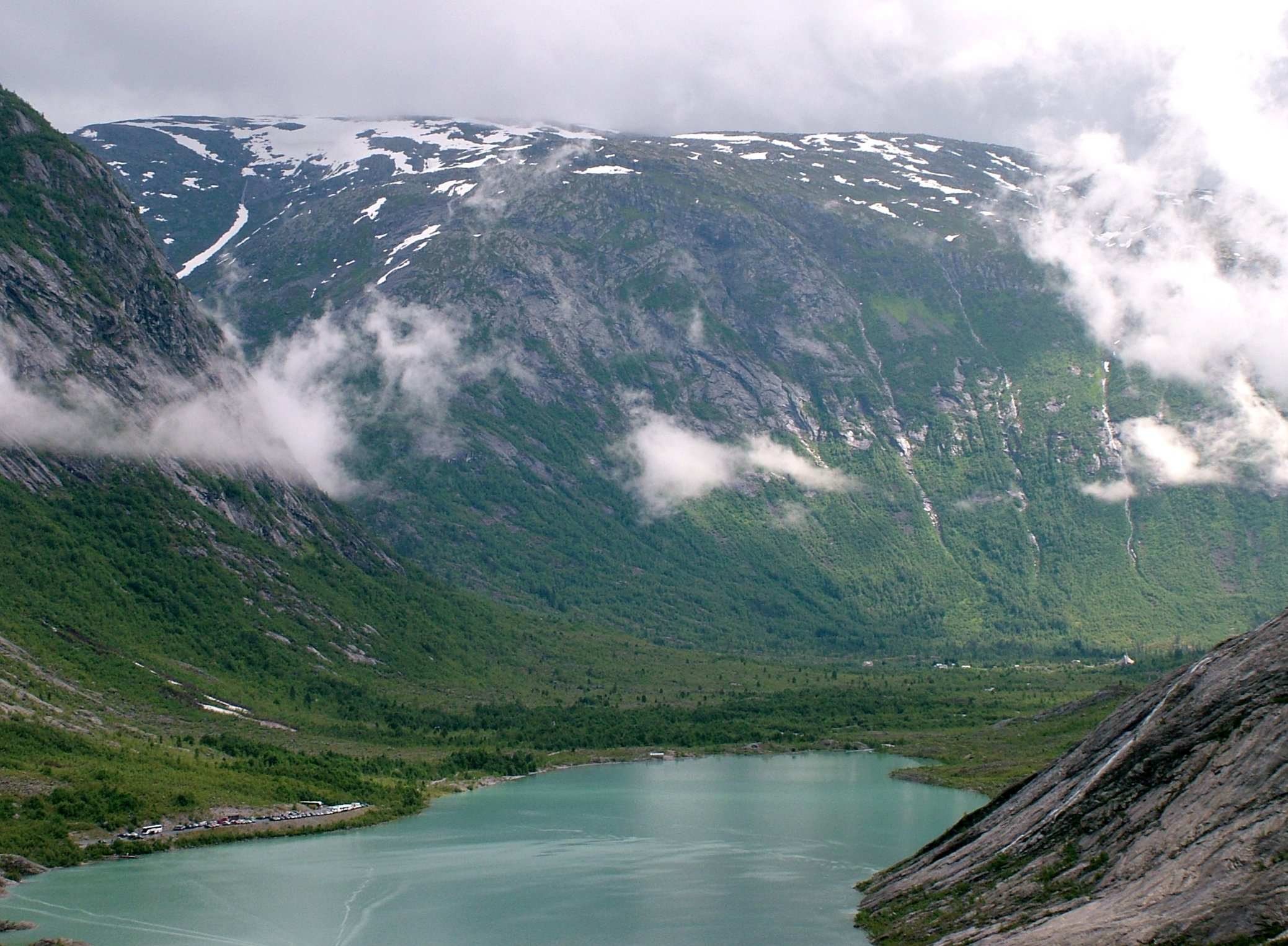
Zicht op Nigardsbrevassnet vanaf de gletsjer

Nigardsbreen is een zijarm van Europa's grootste gletsjer, de Jostedalsbreen.
Nigardsbreen ligt in het Jostedal, niet ver van Gaupne in de Noorse gemeente Luster. De gletsjer is via de dalweg makkelijk bereikbaar voorbij Gjerde. Vanaf de parkeerplaats is het ongeveer 40 minuten wandelen naar de gletsjer. De gletsjer wordt jaarlijks door zeer veel mensen bezocht.
Het is gevaarlijk om de Nigardsbreen op eigen gelegenheid te betreden (alleen onder aan de voet). Er zijn daarom diverse gletsjerwandelingen met een gids.
Bij de gletsjer bevindt zich het museum en bezoekerscentrum Breheimsenteret. Voor de Nigardsbreen ligt het meer Nigardsbrevatnet, waarover een bootje vaart naar de voet van de gletsjer. In de omgeving liggen nog enkele gletsjermeren zoals Tunsbergdalsvatnet en Styggevatnet.
De Nigardsbreen was het grootst in 1748. In totaal is hij circa 48 km². In de jaren 1930 was er een teruggang van 1,5 km lengte. Sinds de jaren 1980 ging het beter. Vanaf 2004 is er weer een teruggang waar te nemen.